# Ора (окръг Ларнака)
Ора̀ (на гръцки: Ορά) е село в Кипър, окръг Ларнака. Според статистическата служба на Република Кипър през 2001 г. селото има 180 жители.